# Canon EOS 6D
Canon EOS 6D là máy ảnh phản xạ ống kính đơn kỹ thuật số full-frame 20,2 megapixel cho người mới được ra mắt bởi Canon vào ngày 17-9-2012, chỉ 1 ngày trước ngày khai mạc triển lãm Photokina và được bán ra từ tháng 11-2012.
6D được bán ra với lựa chọn chỉ thân máy có giá 2099$ hoặc theo bộ kèm ống kit EF 24-105mm f/4L IS USM có giá 2899$. Từ năm 2014, ống EF 24-70mm f/4L IS USM được Canon dùng làm 1 tùy chọn ống kit đi kèm với 6D.

## Đặc điểm
EOS 6D là máy ảnh DSLR đầu tiên của Canon tích hợp cả GPS và Wi-Fi, dùng gắn thẻ địa lý vào ảnh (geotag) và tải file trực tiếp lên Facebook, YouTube, Canon Image Gateway; xuất file qua các thiết bị khác; hoặc gửi qua các máy in của Canon có sẵn Wi-Fi. Đồng thời, nhờ có Wi-Fi mà người dùng có thể dùng điện thoại thông minh làm điều khiển từ xa cho 6D.
Chỉ nặng có 770g, 6D là máy ảnh DSLR full-frame nhỏ nhẹ nhất của Canon. Một vài tính năng chính của 6D như hệ thống lấy nét mới 11 điểm với điểm chính giữa dạng ngang dọc, nhạy sáng tới -3 EV (khả năng bắt nét tốt ở điều kiện rất tối, tương đương đêm trăng tròn); màn hình LCD 3 in TFT Clear View II có lớp phủ chống lóa; dải nhạy sáng chuẩn 100-25600, mở rộng xuống L: 50 và H1: 51200, H2: 102400; tốc độ chụp liên tiếp tối đa 4,5 hình/giây, thêm chế độ chụp yên lặng (silent shooting mode); cảm biến ảnh độ phân giải 20 megapixel hiệu dụng; không có Joystick như các máy dòng xD khác mà thay bằng nút điều hướng nằm bên trong vòng xoay nhanh.

### Đặc điểm hình ảnh[6]
- Cảm biến CMOS full-frame 20,2 megapixel.
- Bộ xử lý hình ảnh DIGIC 5+.
  - Bộ xử lý DIGIC 5+ là bộ xử lý mới được đánh giá rất cao, lần đầu tiên được tích hợp trên chiếc máy cao cấp 1DX của Canon. Bộ xử lý này tiếp tục xuất hiện ở 6D nhưng ở mức thấp hơn là chỉ có một nhân thay vì hai nhân xử lý như trên chiếc máy cao cấp 1DX. Mặc dù vậy, theo Canon thì khả năng xử lý của bộ xử lý này tốt hơn đến 17 lần so với bộ xử lý DIGIC 4 của 5D Mark II.
- Bộ lọc quang thông thấp có lớp phủ flo.
- 1 khe thẻ nhớ SD/SDHC/SDXC, có hỗ trợ UHS-I
- Tích hợp HDR
- Photobook Set-up

### Lấy nét và đo sáng
- 11 điểm lấy nét tự động, với điểm chính giữa dạng ngang dọc (điểm chính giữa nhạy tới -3EV khi sử dụng ống kính f/2.8 trở lên).
  - So với D600 của Nikon thì 6D có quá ít điểm lấy nét.
- Cảm biến đo sáng 63 vùng 2 lớp. Theo Canon đây là cảm biến lấy nét tốt nhất mà Canon sản xuất ra (bắt nét ở -3EV, khá tối, vượt hơn cả 5D Mk III hay 1DX chỉ tới mức -2 EV. Mãi cho tới cuối năm 2014 khi 7D Mk II ra đời thì Canon mới có máy thứ 2 có thể bắt nét trong điều kiện tối tương tự).[7]
- AF Microadjustment (+/- 20 bước).

### ISO
- 100 – 25.600, mở rộng xuống L: 50 và H1: 51200 và H2: 102400

### Màn trập
- 30 – 1/4000 giây (và bulb)
- Tốc độ chụp liên tiếp tối đa 4.5 hình/giây.
  - 6D không phù hợp cho việc chụp thể thao do frame rate thấp (cũng bởi hệ thống AF chỉ có 11 điểm). Khi chuyển chế độ chụp sport, máy sẽ tự động tính toán thông số nên vẫn có thể chụp thể thao ở mức chấp nhận được.
  - Chế độ chụp yên lặng: tối đa 3 hình/giây.

### Công thái học và tùy chọn
- Ống ngắm quang với thấu kính năm mặt độ bao phủ 97% (độ phóng đại 0,71×)
- Màn hình LCD 3" Clear View TFT (76,2mm) có độ phân giải 720 × 480 pixel, 288ppi (xấp xỉ 1.040.000 chấm), thêm lớp phủ chống lóa, tuy nhiên màn hình độ phân giải cao này gây cảm giác hình ảnh rõ nét và sáng hơn thực tế khi xem lại.
  - Mặt sau của máy khá giống với EOS 60D nhưng màn hình là loại cố định chứ không xoay lật được. Màn hình có kích thước 3 inch, độ phân giải 1,04 triệu điểm ảnh nên khả năng hiển thị ảnh sắc nét hơn so với màn hình 3 inch độ phân giải 921 nghìn điểm ảnh của Nikon D600. Khả năng chống lóa và tương phản trên màn hình của máy khá tốt nên người dùng dễ dàng sử dụng ngoài trời. Có 7 mức thiết lập độ sáng nếu chọn cách thiết lập bằng tay
- Wi-Fi, GPS tích hợp.
- Khung vỏ Magnesi, phần vỏ bên trên làm bằng nhựa. Theo Canon thì điều này sẽ giúp Wi-Fi và GPS hoạt động hiệu quả hơn.
- GPS tích hợp, vẫn hoạt động ngay cả khi máy đã tắt.
- Loại bỏ Joystick, thay bằng nút điều hướng 8 hướng nằm trong vòng xoay nhanh, các nút trên màn hình phụ chỉ có 1 chức năng giống như 60D.
  - Thiết kế của 6D mang hơi hướng ảnh hưởng từ 60D nhưng lại thừa hưởng một số nét mới của 5D Mark III. Đầu tiên là bánh xe chế độ có thêm nút khóa cũng như công tắc nguồn tích hợp ngay bên dưới. Ngoài việc bỏ cần chỉnh joystick, 6D còn được thay đổi cách phóng lớn hình ảnh bằng một nút duy nhất phía sau và điều chỉnh độ phóng đại bằng bánh xe điều khiển bên trên.
  - Việc xem lại hình cũng giống như dòng 5D Mk III cao cấp hơn, nút có hình kính lúp xanh để zoom hình to lên. người dùng sẽ xoay vòng chọn nhanh để điều chỉnh mức zoom hình.
  - Chức năng cân bằng trắng không có nút riêng nên người dùng cần sử dụng nút Q để truy cập.
- Giống như các DSLR full-frame khác của Canon, 6D không có flash cóc

## Phụ kiện
Theo trang web của Canon, trong hộp đựng gồm có:
- Thân máy EOS 6D (WG)
- Eyecup Eb
- Pin LP-E6
- Sạc LC-E6
- Cáp AV AVC-DC400ST
- Dây đeo bản rộng EW-EOS 6D, có thêu chữ EOS 6D
- Cáp USB IFC-200U

## Video
- Theo sách hướng dẫn sử dụng EOS 6D, có 2 chế độ phơi sáng khi quay video: Tự động và Thủ công

### Phơi sáng thủ công
- Người dùng sẽ làm chủ hoàn toàn các thông số thời gian phơi sáng, khẩu độ, độ nhạy sáng.

### Kích cỡ khung hình video
Người dùng có thể chọn kích cỡ, tốc độ ghi hình và cách nén video
- Kích cỡ khung hình
  - [1920×1080]: Chất lượng full HD
  - [1280×720]: Chất lượng HD
  - [640×480]: Độ phân giải chuẩn
- Tốc độ ghi hình
  - 30/60
  - 25/50
  - 24
- Nén video
  - IPB
  - ALL-I[8]

## Firmware
Ngày 29-9-2016, Canon công bố firmware mới nhất 1.1.9, hỗ trợ cho ống kính EF 70–300mm f/4–5.6 IS II USM.

## Hình ảnh

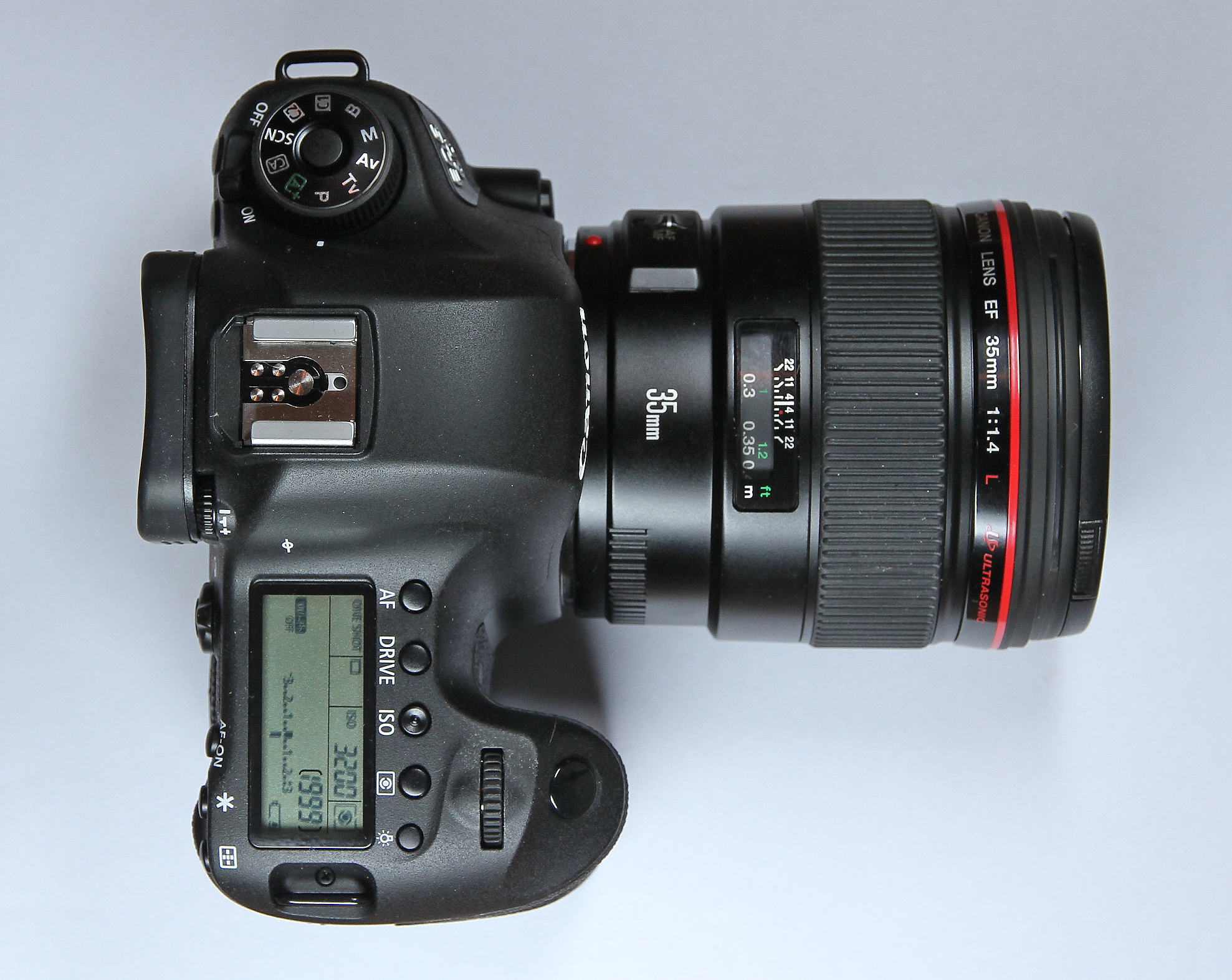
Đỉnh máy 6D
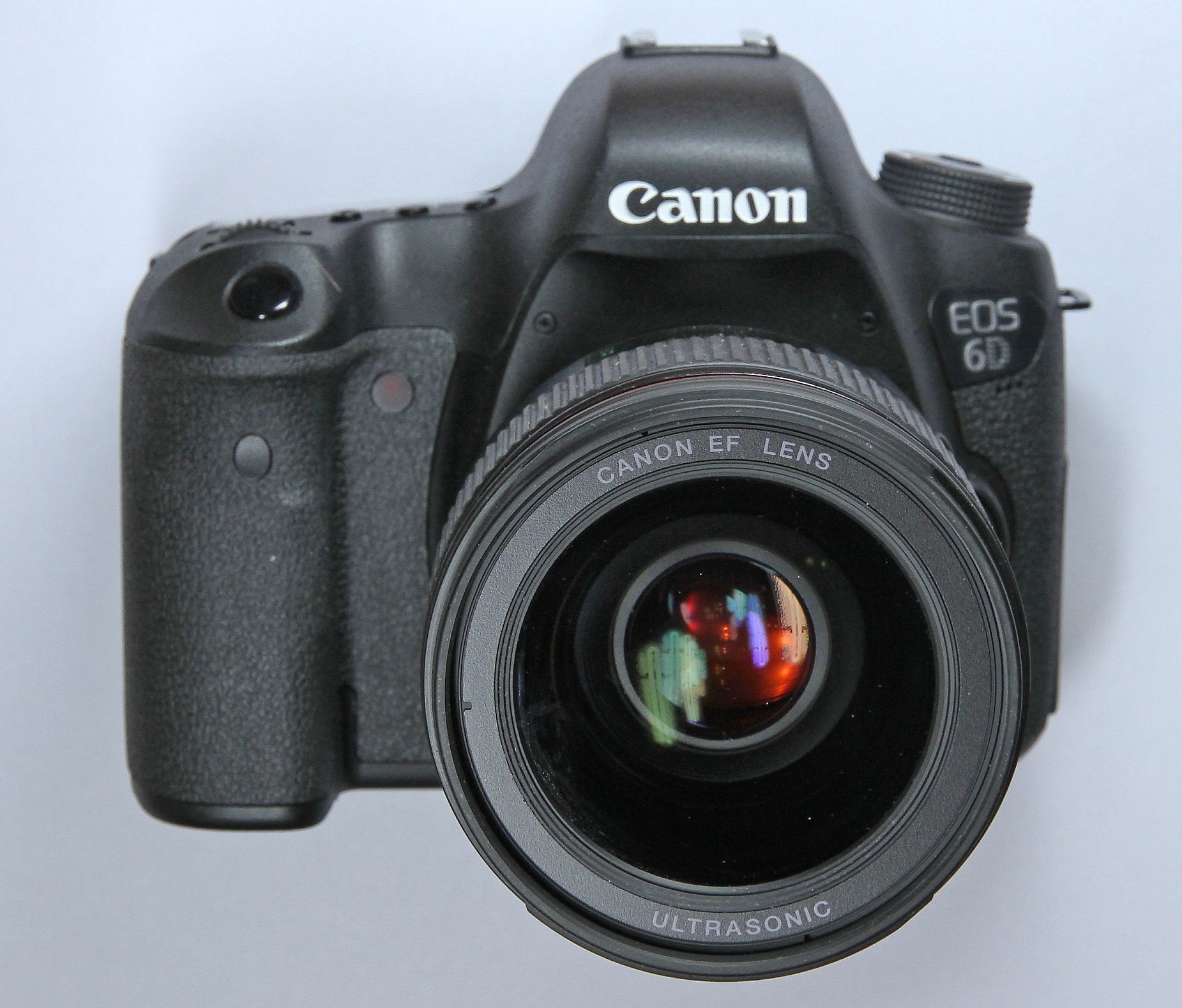
6D lắp ống EF 35mm f/1.4L
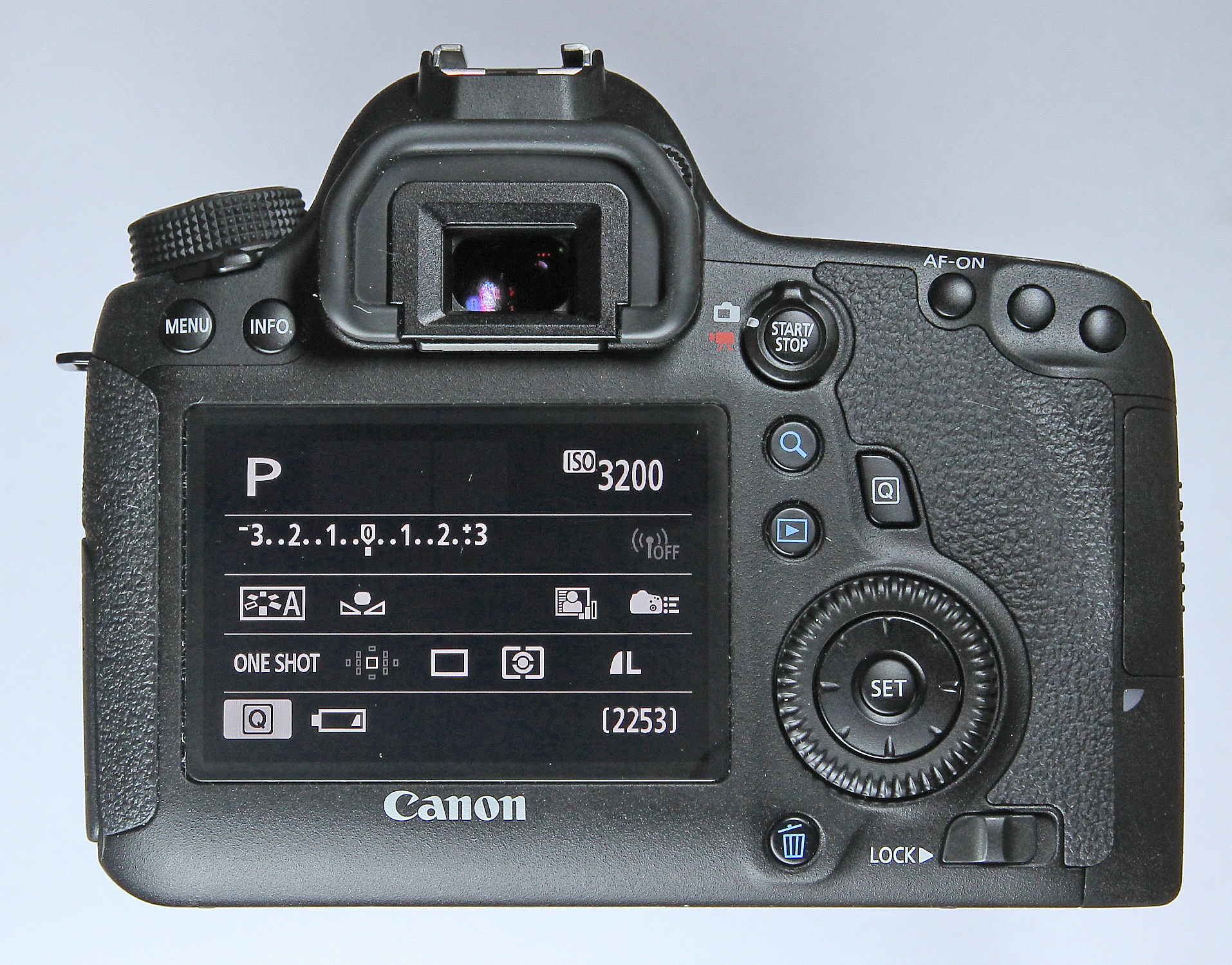
Mặt sau 6D
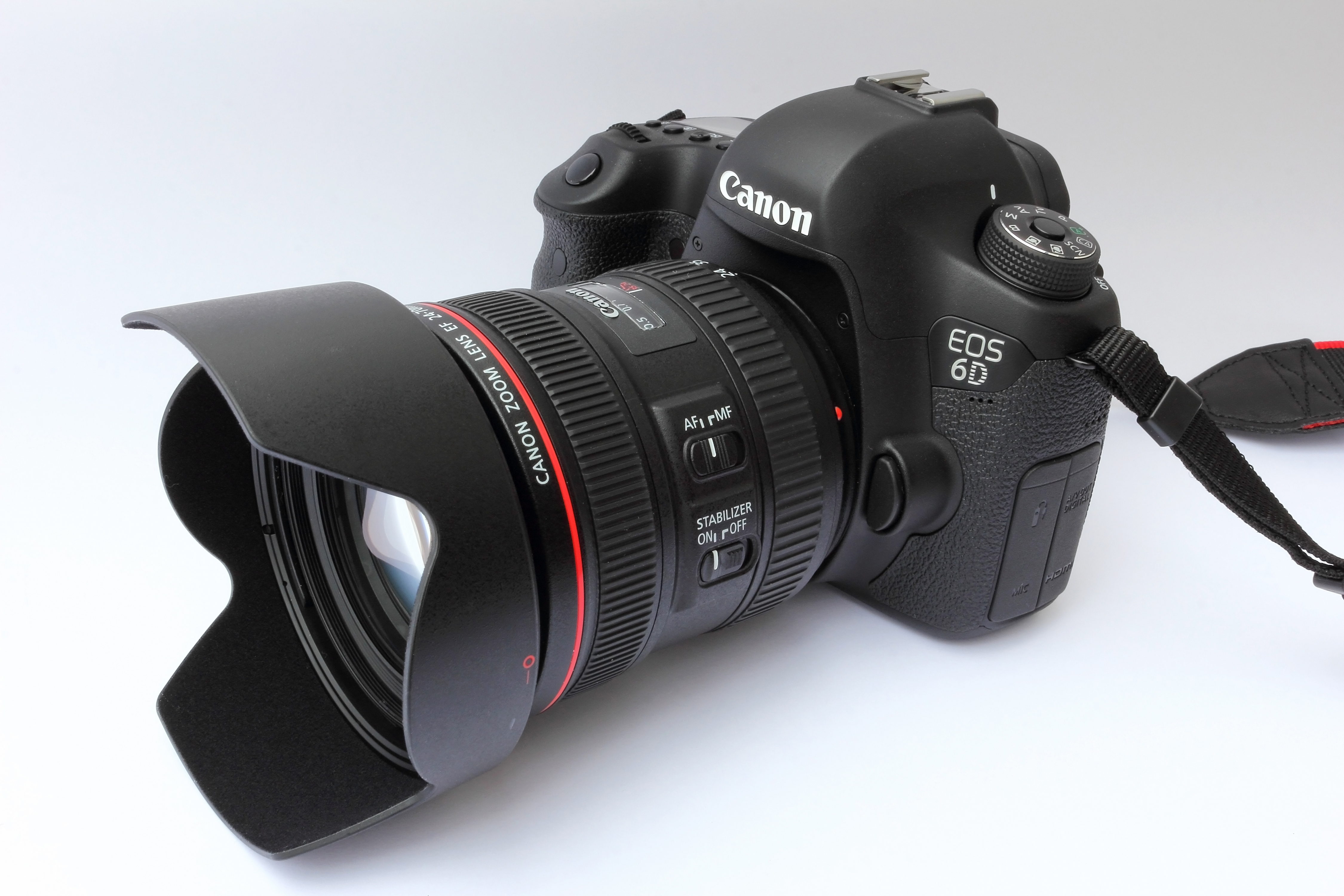
6D với ống kính 24-70 f/4L IS USM
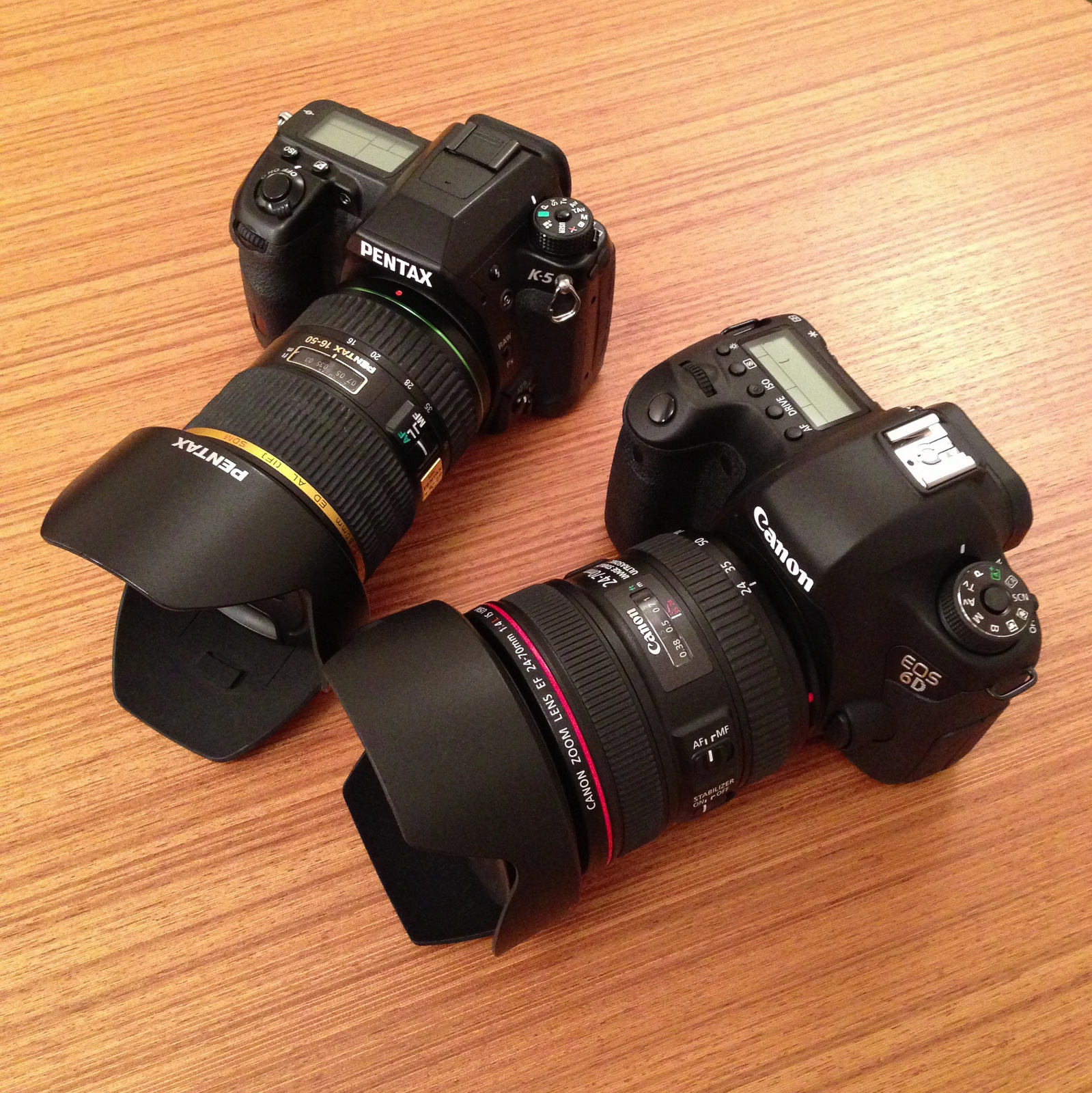
Pentax K-5 và Canon EOS 6D